# Hetereleotris
A Hetereleotris a csontos halak (Osteichthyes) főosztályának a sugarasúszójú halak (Actinopterygii) osztályába, ezen belül a sügéralakúak (Perciformes) rendjébe, a gébfélék (Gobiidae) családjába és a Gobiinae alcsaládjába tartozó nem.

## Rendszerezés
A nembe az alábbi 17 faj tartozik:
- Hetereleotris apora (Hoese & Winterbottom, 1979)
- Hetereleotris bipunctata Tortonese, 1976
- Hetereleotris caminata (Smith, 1958)
- Hetereleotris diademata (Rüppell, 1830) - típusfaj
- Hetereleotris exilis Shibukawa, 2010
- Hetereleotris georgegilli Gill, 1998
- Hetereleotris kenyae Smith, 1958
- Hetereleotris margaretae Hoese, 1986
- Hetereleotris nebulofasciata (Smith, 1958)
- Hetereleotris poecila (Fowler, 1946)
- Hetereleotris psammophila Kovačić & Bogorodsky, 2014
- Hetereleotris readerae Hoese & Larson, 2005
- Hetereleotris tentaculata (Smith, 1958)
- Hetereleotris vinsoni Hoese, 1986
- Hetereleotris vulgaris (Klunzinger, 1871)
- Hetereleotris zanzibarensis (Smith, 1958)
- Hetereleotris zonata (Fowler, 1934)